# Anolis clivicola
Espèce
Statut de conservation UICN

 LC  : Préoccupation mineure
Anolis clivicola est une espèce de sauriens de la famille des Dactyloidae. 

## Répartition
Cette espèce est endémique de l'Est de Cuba.

## Publication originale
- Barbour & Shreve, 1935 : Notes on Cuban anoles. Occasional Papers of the Boston Society of Natural History, vol. 8, p. 249-253 (texte intégral).